# Ласиња
Ласиња је насељено место и седиште општине у Карловачкој жупанији, Република Хрватска.

## Становништво
На попису становништва 2011. године, општина Ласиња је имала 1.624 становника, од чега у самој Ласињи 573.

### Општина Ласиња

#### Број становника по пописима
| Националност   | 2001. | 1991. | 1981. | 1971. | 1961. | 1953. | 1948. | 1931. | 1921. | 1910. | 1900. | 1890. | 1880. | 1869. | 1857. |
| бр. становника | 1.938 | 2.821 | 3.227 | 3.666 | 3.928 | 4.032 | 3.735 | 4.973 | 4.255 | 4.562 | 4.237 | 3.905 | 3.559 | 3.718 | 3.259 |

- напомене:

Настала из старих општина Вргинмост и Карловац. У 1869. и 1880. садржи део података Града Карловца.

### Број становника по пописима
| Националност   | 2001. | 1991. | 1981. | 1971. | 1961. | 1953. | 1948. | 1931. | 1921. | 1910. | 1900. | 1890. | 1880. | 1869. | 1857. |
| бр. становника | 579   | 550   | 597   | 624   | 633   | 625   | 599   | 885   | 729   | 732   | 688   | 623   | 852   | 690   | 594   |

- напомене:

У 1900. садржи податке за бивша насеља Ласиња Горња и Ласиња Доња.

#### Национални састав
| Националност       | 2001.        | 1991.        | 1981.        | 1971.        | 1961.        |
| Хрвати             | 543 (93,78%) | 516 (93,81%) | 548 (91,79%) | 602 (96,47%) | 612 (96,68%) |
| Срби               | 18 (3,10%)   | 6 (1,09%)    | 13 (2,17%)   | 10 (1,60%)   | 19 (3,00%)   |
| Југословени        | 0            | 4 (0,72%)    | 24 (4,02%)   | 2 (0,32%)    | 0            |
| остали и непознато | 18 (3,10%)   | 24 (4,36%)   | 12 (2,01%)   | 10 (1,60%)   | 2 (0,31%)    |
| Укупно             | 579          | 550          | 597          | 624          | 633          |

## Попис 1991.
На попису становништва 1991. године, насељено место Ласиња је имало 550 становника, следећег националног састава:
| Попис 1991.‍  | Попис 1991.‍  | Попис 1991.‍ | Попис 1991.‍ | Попис 1991.‍ |
| ------------ | ------------ | ----------- | ----------- | ----------- |
|              |              |             |             |             |
| Хрвати       | Хрвати       |             | 516         | 93,81%      |
| Срби         | Срби         |             | 6           | 1,09%       |
| Југословени  | Југословени  |             | 4           | 0,72%       |
| Словенци     | Словенци     |             | 4           | 0,72%       |
| неопредељени | неопредељени |             | 4           | 0,72%       |
| непознато    | непознато    |             | 16          | 2,90%       |
| укупно: 550  |              |             |             |             |

## Историја
До територијалне реорганизације у Хрватској налазила се у саставу бивше велике општине Вргинмост. Ласиња се од 1991. до августа 1995. године налазила у Републици Српској Крајини.

### Ласињска култура
Ласињска култура је енеолитска култура која носи назив по локалитету Талијаново брдо у Ласињи. Распростирала се на подручју данашње Хрватске, Босне, Словеније и Аустрије и највећим делом у области око језера Балатон у данашњој Мађарској.
Ласињска култура се развија истовремено са почетком костолачке културе. Крајем костолачке културе, у овој истој зони (приалпска зона северозападне Хрватске) развија се Рец-Гајари култура.
Будући да је откривено изузето мало металних предмета, култура је дефинисана на основу богатих керамичких налаза.
Керамичке налазе ране фазе чине грубо посуђе, карактеристичног облика амфоре са дршкама постављеним изнад рамена посуде, са украсима од пластичних трака, отисцима прстију или жигом.
Јавља се и фино посуђе, биконичног облика са језичастим апликацима (најчешће зделе на шупљој нози), прелазно посуђе које облицима одговара фином. Украси се раде убадањем или повлачењем тупим предметом. Орнамент је и рибља кост као и цик-цак линија.
По откривеним остацима материјалне културе, претпоставља се да су се носиоци Ласињске културе бавили претежно земљорадњом и сточарством.